# Watanhura
Watanhura is een bestuurslaag in het regentschap Flores Timur van de provincie Oost-Nusa Tenggara, Indonesië. Watanhura telt 283 inwoners (volkstelling 2010).